# Ручьи (станция, Санкт-Петербург)
Ручьи́ — участковая станция в Калининском районе Санкт-Петербурга, вблизи бывшей деревни Ручьи. Станция является узловой, с северной стороны отходят направления на станции Девяткино и Парнас, с южной стороны — на станции Пискарёвка, Полюстрово и Ржевка.

## История
Разъезд Ручьи открыт в 1917 году в рамках строительства железной дороги из Санкт-Петербурга до берега Ботнического залива через Кексгольм и назван по расположенной рядом деревне.
В 1920-х годах от южной горловины разъезда по трассе современной улицы Верности был проложен подъездной путь к котельной Политехнического института. В 1930-х годах он был продлён до военных частей в Сосновке.
В 1958 году в составе участка Пискарёвка — Пери разъезд был электрифицирован, одновременно с этим была сооружена высокая островная платформа для электропоездов.
В 1960 году на станции было начато сооружение сортировочной станции для правобережной части города; на этот момент Ручьи были разъездом, состоявшим из главного и нескольких боковых путей, имея при том, помимо главной линии от Полюстрово на Карельский перешеек, пути на станции Пискарёвка, Ржевка и Парголово, сооружённые в разные годы и позволявшие выдавать поезда почти на все направления правого берега. В рамках строительства существовавшие пути были преобразованы в приёмо-отправочный парк, а с восточной стороны параллельно им была построена немеханизированная сортировочная горка с 13 сортировочными путями. В то же время с западной стороны, в обход, были уложены новые главные пути. Также было начато сооружение локомотивного депо. Работы по строительству первой очереди были завершены в 1965 году. При этом электрификация была сделана только на новых главных путях, служивших, преимущественно, для пропуска электропоездов, и двух путях приёмо-отправочного парка, где электропоезда пропускались до 1964 года. В 1966 году возле новой пассажирской платформы появилось трамвайное кольцо.
В 1970-х годах станция Ручьи была включена в план формирования поездов, но большая часть грузопотока продолжала формироваться на Московской сортировочной станции. В 1973 году, в рамках перевода грузового движения на Ленинградском узле на электрическую тягу станция была электрифицирована полностью, тогда же к высоким платформам на главных путях были пристроены низкие для остановки поезда из Москвы в Хельсинки; здесь же стала производиться замена локомотивных бригад без отцепки электровоза (ранее на станции Обухово электровоз заменялся на тепловоз). У выхода на платформы было построено пассажирское здание, а в северной части станции, возле ответвления на Парголово была построена платформа Мурино. Примерно на рубеже 1970—1980-х годов подъездной путь на Политехнический институт был разобран.
В 1981 году был электрифицирован последний прилегающий к станции перегон — до поста 2 км (в направлении станции Ржевка). Во второй половине 1980-х годов старая островная платформа на территории приёмо-отправочного парка была снесена, на её месте был уложен ещё один путь, а пути вокруг неё спрямлены. В 1989 году над южной горловиной станции был построен путепровод, заменивший функционировавший ранее переезд Шафировского проспекта.
В июне 2003 года в связи с открытием Ладожского вокзала поезд Москва — Хельсинки перестал останавливаться на станции Ручьи. Длинные низкие платформы с этого момента не использовались. В июне 2010 года через станцию был перекинут путепровод, соединивший две части Пискарёвского проспекта вместо функционировавшего ранее переезда. К этому моменту в развитии станции, запланированной как крупная сортировка, сложилась «патовая» ситуация: будучи не достроенной, станция не могла полноценно функционировать как сортировочная, но и необходимости в достройке не было. Постепенно от использования уже построенных путей отказывались, сортировочная горка была заброшена, и на средину 2010-х годов Ручьи оставались участковой станцией 1 класса без каких-либо реальных перспектив к развитию. Формирование поездов и сортировка происходили преимущественно на станции Санкт-Петербург-Сортировочный-Московский и малыми объёмами на станциях Кушелевка и Ручьи; на этот момент на последней действовали 9 из 18 сортировочных путей, а манёвры выполнялись осаживанием локомотивами.
В августе-сентябре 2024 года низкие платформы станции были демонтированы.

## Описание
Станция Ручьи расположена в одноимённом микрорайоне в Калининском районе Санкт-Петербурга и находится в составе Санкт-Петербургского узла Октябрьской железной дороги. На станции действует пункт технического обслуживания локомотивов ПТОЛ-53 Ручьи, являющийся филиалом локомотивного депо ТЧЭ-12 Санкт-Петербург-Сортировочный-Финляндский.
В пределах станции расположены 3 остановочных платформы: помимо пассажирского комплекса собственно станции Ручьи, в северной её части находится платформа Новая Охта, а в центральной, возле ПТОЛ — служебная платформа Депо Ручьи. Пассажирский комплекс станции состоит из 2 высоких береговых платформ и пассажирского здания.

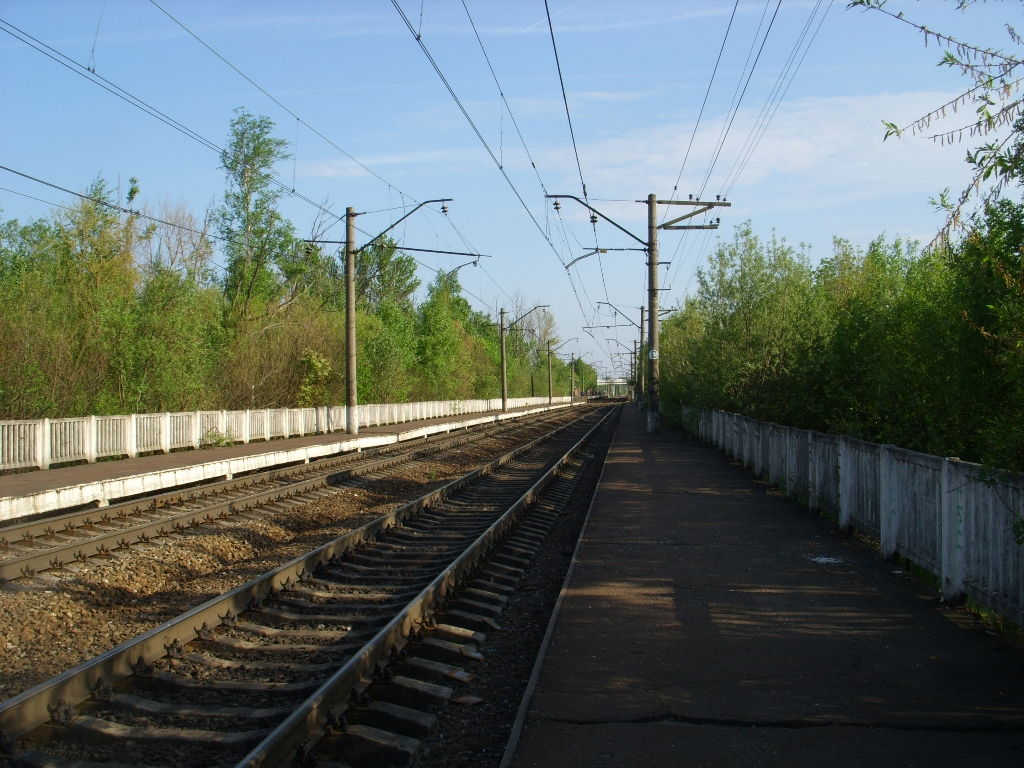
Низкая часть платформы
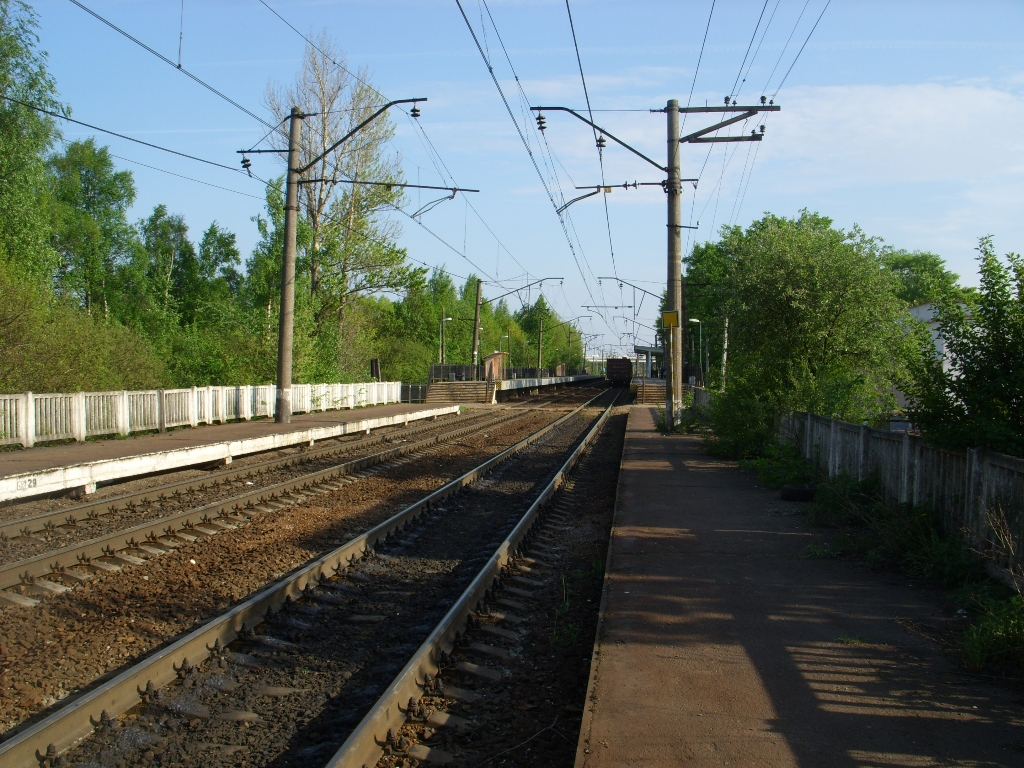
Вид на низкую и высокую части платформы